# Les Ailes de la flotte
Pour plus de détails, voir Fiche technique et Distribution.
Les Ailes de la flotte (Wings of the Navy) est un film dramatique américain réalisé par Lloyd Bacon, sorti en 1939.

## Synopsis
L’officier Jerry Harringto se rend à Pensacola pour suivre une formation de cadet volant, tout comme son père légendaire et son illustre frère, l’aviateur de longue date Cass Harrington. Jerry finit par tomber amoureux de la petite amie de son frère, Irene Dale (Olivia de Havilland), ce qui ne fait qu’augmenter la concurrence entre les deux frères. Après que Cass ait été gravement blessé dans un accident, il est forcé de quitter la Marine. 
Jerry devient pilote à San Diego et commence à piloter des hydravions pendant que Cass conçoit un nouveau chasseur pour la Marine. Jerry veut prouver à Cass qu’il est un meilleur pilote, même si cela signifie quitter la Marine pour tester le chasseur expérimental qui a déjà conduit à la mort d’un pilote d’essai. 
Irene est obligée de choisir l’homme qu’elle aime.

## Fiche technique
- Réalisateur : Lloyd Bacon
- Scénariste : Michael Fessier
- Production : Louis F. Edelman, Hal B. Wallis et Jack L. Warner (non crédités)
- Société de production et de distribution : Warner Bros. Pictures
- Photographie : Arthur Edeson
- Direction artistique : Esdras Hartley (en)
- Costumes : Orry-Kelly
- Montage : George Amy et William Holmes (non crédité)
- Pays d'origine :  États-Unis
- Format : Noir et blanc - 35 mm - 1,37:1 - Son : Mono
- Genre : Film dramatique ; Film romantique
- Durée : 89 minutes
- Dates de sortie :
  - États-Unis : 3 février 1939 (New York)
  - États-Unis : 11 février 1939 (sortie nationale)

## Distribution
- George Brent : Lt./Lt. Cmdr. Cass Harrington
- Olivia de Havilland : Irene Dale
- John Payne : Ens./Lt. (j.g.) Jerry Harrington
- Frank McHugh : Scat Allen
- John Litel : Cmdr. Clark
- Victor Jory : Lt. Parsons
- Henry O'Neill : Prologue speaker
- John Ridgely : Dan Morrison
- John Gallaudet : Lt. Harry White (flight instructor at Pensacola)
- Donald Briggs : Instructor
- Edgar Edwards : Ted Parsons (flight cadet washed out for heart murmur)
- Regis Toomey : Flight instructor #1
- Albert Morin : Lt. (j.g.) Armando Costa (Brazilian flight cadet)
- Jonathan Hale : Commandant
- Pierre Watkin : Capt. March

Et, parmi les acteurs non crédités :
- Morgan Conway : Tommy
- Joseph Crehan : Second Doctor
- Howard C. Hickman : Capt. Dreen
- George Meeker : Steve Connors